# Лопес Портильо, Хосе
Хосе Гильермо Абель Лопес Портильо-и-Пачеко (исп. José Guillermo Abel López Portillo y Pacheco; 16 июня 1920 года, Мехико, Мексиканские Соединенные Штаты, — 17 февраля 2004, Мехико, Мексиканские Соединенные Штаты) — мексиканский политик, президент Мексики с 1 декабря 1976 года по 30 ноября 1982 года.

## Биография
Родился 16 июня 1920 года в Мехико в семье политиков и интеллектуалов. Его дед, Хосе Лопес Портильо-и-Рохас (1850—1923), известен как писатель XIX века, член Мексиканской академии языка и конгрессмен, сенатор, губернатор штата Халиско.
В 1946 году окончил факультет юридических и социальных наук Национального автономного университета Мексики, в 1950 году защитил докторскую диссертацию по праву. Занимался преподаванием и научной деятельностью, заведовал кафедрой теории государства и права в университете, был активистом Институциональной революционной партии.
С конца 1950-х работал в секретариате (министерстве) национальных богатств, в комиссии по проведению административной реформы органов федерального управления, был заместителем министра национального достояния. В 1972—1973 годах руководил Федеральной комиссией по электроэнергетике. В 1973—1975 годах служил секретарём (министром) финансов и государственного кредита в правительстве своего друга детства Луиса Эчеверрии. На выборах 4 июля 1976 года был избран президентом Мексики, набрав 92 % голосов. Вступил в должность 1 декабря 1976 года.
Во время президентства, в основном совпавшего с высокими ценами на нефть, стремился ускорить экономическое развитие страны на полученные от продажи нефти деньги. За время президентства Портильо добыча нефти в стране выросла втрое, был достигнут самый впечатляющий рост национальной экономики в истории Мексики (до 8 % в год), безработица упала вдвое. После падения цен на нефть в начале 1980-х экономическое положение страны ухудшилось.
В 1982 году заявил о готовности защищать курс мексиканского песо «как собака», однако вскоре девальвировал его на 40 %. В августе 1982 года Мексика объявила дефолт, а 1 сентября 1982 года Хосе Лопес Портильо национализировал частные банки на фоне галопирующей инфляции. Также в стране процветала коррупция.
Выступал за независимую внешнюю политику страны, выступал против вмешательства США в дела государств Центральной Америки. 17 — 25 мая 1978 года посетил с официальным визитом СССР.
Профессор права, автор ряда печатных работ по вопросам административного и государственного права.
Также известен как писатель; его роман «Пирамида Кецалькоатля» переведён на русский язык.
После отставки ушёл из семьи и сошёлся с эмигранткой из Югославии актрисой Сашей Монтенегро (1946—2024). Через месяц после смерти первой жены обвенчался. В этом браке имел двух детей — дочь Набилу (1985) и сына Алехандро (1987).
В последние годы жизни страдал сахарным диабетом и перенёс инсульт. Скончался 17 февраля 2004 года в Мехико во время бракоразводного процесса от сердечных осложнений, вызванных пневмонией.